# جمهوری دموکراتیک آذربایجان
جمهوری دموکراتیک آذربایجان همچنین شناخته شده با نام جمهوری خلق آذربایجان (به ترکی آذربایجانی: آذربایجان خلق جمهوریتی)، نخستین جمهوری سکولار دموکراتیک در جهان اسلام و کشورهای ترک بود. این جمهوری در ۲۸ مه سال ۱۹۱۸ در گنجه توسط سیاست‌مداران ملی‌گرای شورای ملی آذربایجان بعد از انحلال روسیه تزاری و بعد از منحل شدن جمهوری فدرال دموکراتیک ماوراء قفقاز اعلام استقلال کرد، اما تنها تقریباً دو سال بعد در ۲۸ آوریل ۱۹۲۰ در اثر تهاجم شوروی به آذربایجان برچیده شد. مرزهای این جمهوری از شمال به روسیه و جمهوری دموکراتیک گرجستان، از غرب به ارمنستان و از جنوب به ایران محدود می‌شد. جمعیت این جمهوری ۳ میلیون بود. در ابتدا گنجه به به عنوان پایتخت انتخاب شد چون باکو در آن زمان تحت کنترل بلشویک‌ها بود. این جمهوری نخستین جمهوری در جهان اسلام محسوب می‌شد که حق رای را برای زنان برابر با مردان اعلام کرد.
حزب مساوات اکثریت اعضای مجلس را تشکیل می‌داد و احزاب دیگر همچون احرار، اتحاد، سوسیال دمکرات‌های مسلمان (هِمّت) در مجلس نماینده داشتند. نماینده‌هایی از اقلیت‌های ارمنی (۲۱ نماینده از مجلس ۱۲۰ نفری)، روسی، لهستانی، یهودی و آلمانی در مجلس بودند. بعضی از نماینده‌ها از اندیشه‌های پان اسلامی و پان ترکی حمایت می‌کردند.

## نگارخانه

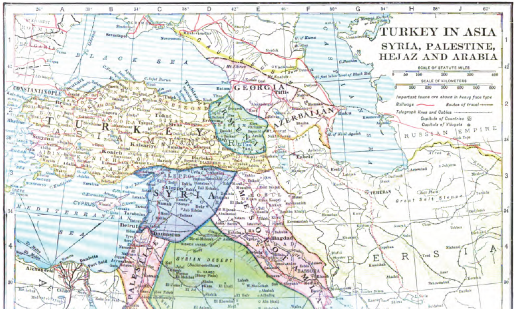
در نقشه ( ۱۹۲۰ میلادی) اراضی جمهوری دموکراتیک آذربایجان مشخص شده
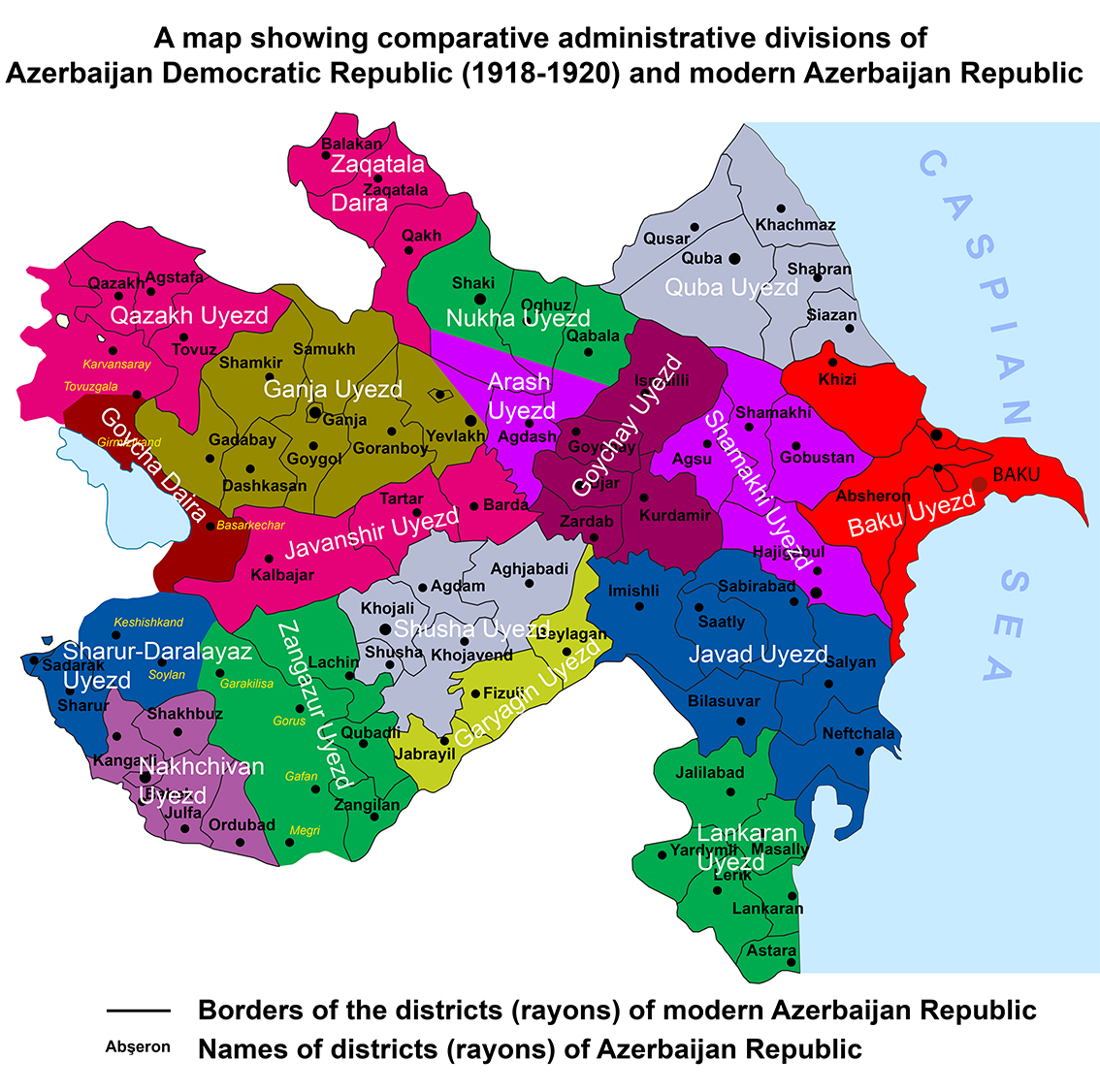
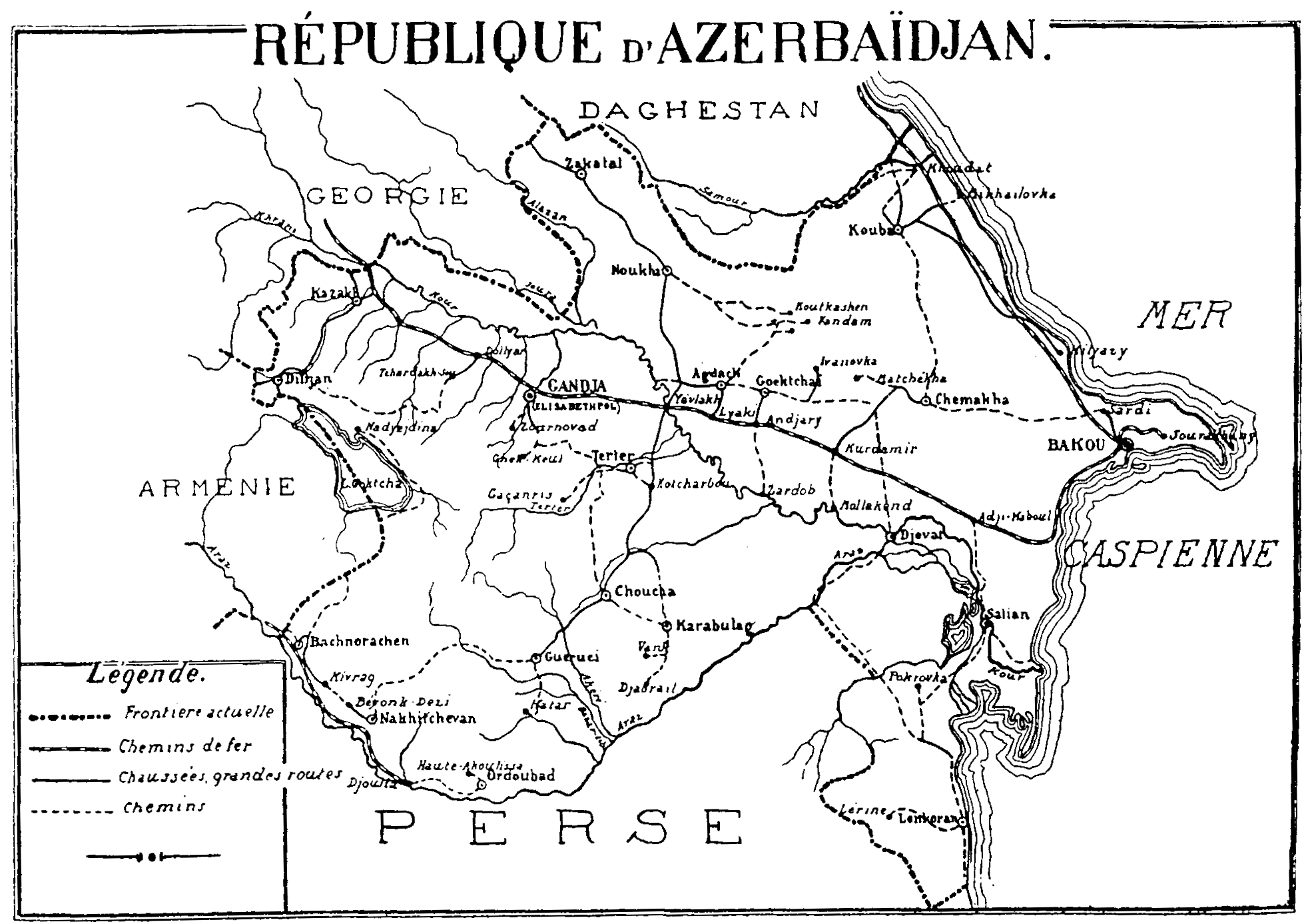
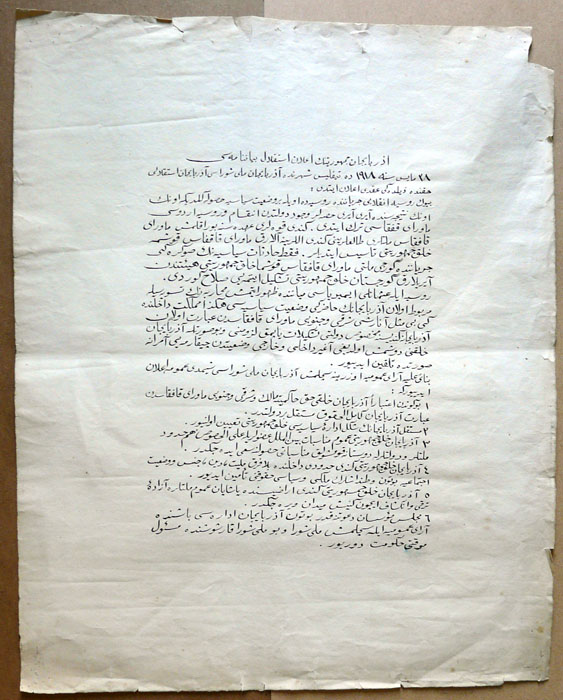
متن بیانیه استقلال جمهوری دموکراتیک آذربایجان

## یادداشت
1. ↑  زبان آذربایجانی در آن زمان زبان ترکی نامیده می‌شد.
2. ↑  که در کنفرانس صلح پاریس از آن به عنوان آذربایجان،[۳][۴] در برخی اسناد دیپلماتیک به عنوان آذربایجان قفقازی،[۵] و در منابع انگلیس از آن به عنوان جمهوری تاتار آذربایجان[۶][۷] یاد شده است.